# Мароко на Светском првенству у атлетици на отвореном 2023.
Мароко је учествовао на 19. Светском првенству у атлетици на отвореном 2023. одржаном у Будимпешти од 19. до 27. августа деветнаести пут, односно, учествовао је на свим досадашњим првенствима. Репрезентацију Марока представљало је 16 такмичара (12 мушкараца и 4 жена) који су се такмичили у 7 дисциплина (4 мушких и 3 женске).,
На овом првенству Мароко је по броју освојених медаља делио 15. место са 2 освојене медаље (1 златна и 1 бронза).  У табели успешности према броју и пласману такмичара који су учествовали у финалним такмичењима (првих 8 такмичара) Мароко је са 2 учесника у финалу делио 28. место са освојених 14 бодова.
| Плас. | Земља  | 1. место | 2. место | 3. место | 4. место | 5. место | 6. место | 7. место | 8. место | Бр. финал. | Бод. |
| ----- | ------ | -------- | -------- | -------- | -------- | -------- | -------- | -------- | -------- | ---------- | ---- |
| =28.  | Мароко | 1        | 0        | 1        | 0        | 0        | 0        | 0        | 0        | 2          | 14   |

## Учесници
| Мушкарци: - Абделати Ел Гуесе — 800 м - Oussama Nabil — 800 м - Анас Есаји — 1.500 м - Абделатиф Садики — 1.500 м - Хичам Аканкам — 1.500 м - Мохамед Реда Ел Араби — Маратон - Мустафа Худади — Маратон - Хамза Сахли — Маратон - Суфијане ел Бакали — 3.000 м препреке - Мохамед Тиндоуфт — 3.000 м препреке - Мохамед Мсад — 3.000 м препреке - Салахедин Бен Јазид — 3.000 м препреке | Жене: - Асија Разики — 800 м - Фатима Езахра Гардади — Маратон - Ркиа Ел Моуким — Маратон - Нура Енади — 400 м препоне |

## Освајачи медаља (2)

### Злато (1)
- Суфијане ел Бакали — 3.000 м препреке

### Бронза (1)
- Фатима Езахра Гардади — Маратон

## Резултати

### Мушкарци
| Атлетичар               | Дисциплина       | Лични рекорд | Квалификације    | Квалификације | Полуфинале            | Полуфинале            | Финале                | Финале       | Детаљи |
| Атлетичар               | Дисциплина       | Лични рекорд | Резултат         | Место         | Резултат              | Место                 | Резултат              | Место        | Детаљи |
| ----------------------- | ---------------- | ------------ | ---------------- | ------------- | --------------------- | --------------------- | --------------------- | ------------ | ------ |
| Абделати Ел Гуесе       | 800 м            | 1:44,52      | 1:45,24 КВ       | 1. у гр. 6    | 1:44,55               | 7. у гр. 1            | Ниje се квалификовao  | 14 / 60 (61) |        |
| Oussama Nabil           | 800 м            | 1:44,25      | 1:47,79          | 7. у гр. 7    | Нису се квалификовали | Нису се квалификовали | Нису се квалификовали | 39 / 60 (61) |        |
| Анас Есаји              | 1.500 м          | 3:32,87      | 3:35,63          | 10. у гр. 4   | Нису се квалификовали | Нису се квалификовали | Нису се квалификовали | 23 / 58      |        |
| Абделатиф Садики        | 1.500 м          | 3:33,59      | 3:37,19          | 9. у гр. 3    | Нису се квалификовали | Нису се квалификовали | Нису се квалификовали | 29 / 58      |        |
| Хичам Аканкам           | 1.500 м          | 3:35,60      | 3:47,45          | 9. у гр. 2    | Нису се квалификовали | Нису се квалификовали | Нису се квалификовали | 51 / 58      |        |
| Мохамед Реда Ел Араби   | Маратон          | 2:06:55      |                  |               |                       |                       | 2:13:55 ЛРС           | 25 / 60 (85) |        |
| Мустафа Худади          | Маратон          | 2:09:34      | 2:14:30          | 27 / 60 (85)  |                       |                       |                       |              |        |
| Хозе Луис Сантана Марин | Маратон          | 2:10:54      | 2:15:51          | 32 / 60 (85)  |                       |                       |                       |              |        |
| Суфијане ел Бакали      | 3.000 м препреке | 7:56,68      | 8:23,66(.657) КВ | 2. у гр. 2    |                       |                       | 8:03,53               |              |        |
| Мохамед Тиндоуфт        | 3.000 м препреке | 8:11,65      | 8:22,95          | 6. у гр. 1    | Нису се квалификовали | 12 / 37               |                       |              |        |
| Мохамед Мсад            | 3.000 м препреке | 8:16,18      | 8:36,67          | 9. у гр. 3    | Нису се квалификовали | 16 / 37               |                       |              |        |
| Салахедин Бен Јазид     | 3.000 м препреке | 8:17,49      | 8:38,14          | 10. у гр. 2   | Нису се квалификовали | 32 / 37               |                       |              |        |

### Жене
| Атлетичарка           | Дисциплина    | Лични рекорд | Квалификације  | Квалификације | Полуфинале            | Полуфинале            | Финале                | Финале       | Детаљи |
| Атлетичарка           | Дисциплина    | Лични рекорд | Резултат       | Место         | Резултат              | Место                 | Резултат              | Место        | Детаљи |
| --------------------- | ------------- | ------------ | -------------- | ------------- | --------------------- | --------------------- | --------------------- | ------------ | ------ |
| Асија Разики          | 800 м         | 2:01,44      | 2:00,91 ЛР     | 5. у гр. 7    | Није се квалификовала | Није се квалификовала | Није се квалификовала | 30 / 56      |        |
| Фатима Езахра Гардади | Маратон       |              |                |               |                       | 2:25:03               | 2:25:17               |              |        |
| Ркиа Ел Моуким        | Маратон       | 2:26:51      | 2:33:54        | 25 / 65 (78)  |                       |                       |                       |              |        |
| Нура Енади            | 400 м препоне | 54,37        | 55,21(.204) кв | 5. у гр. 5    | 55,15                 | 6. у гр. 1            | Није се квалификовала | 18 / 36 (37) |        |